# Лёха (песня)
«Лёха» или «Призывник мой, Лёха» — песня, выпущенная Аленой Апиной в 1992 году. Впоследствии вошла в её второй альбом «Танцевать до утра» (1993). Композиция поётся от лица девушки, ждущей возвращения своего парня из армии. В «Звуковой дорожке МК» трек поднимался на вершину ежемесячного хит-парада песен как в 1992, так и в 1993 году и попадал в число лучших по итогам обоих годов (кроме того, он занял вторую строчку в чарте худших песен 1992 года). В «Музыкальном Олимпе» ТАСС композиция достигла третьей строчки ежемесячного хит-парада песен и оказалась в числе лучших за 1993 год. На песню также был снят видеоклип — в нём роль призывника Лёхи сыграл тогда ещё начинающий актёр Валерий Николаев (в «Звуковой дорожке МК» ролик попал в десятку лучших клипов 1992 года).

## История
После того как Апина покинула группу «Комбинация» и успешно начала сольную карьеру хитом «Ксюша», написавший для этой композиции слова поэт-песенник Юрий Дружков подарил певице целую тетрадь со своими стихами. Выбирая из неё подходящий текст для нового шлягера, артистка и её композитор Аркадий Укупник в итоге остановились на самом первом — под названием «Лёха». Стихотворение повествовало о девушке, ждущей возвращения своего возлюбленного из армии. Сам Дружков описывал происхождение этого текста следующим образом: «Одного мальчика звали Лёхой и его провожали в армию. И в общем одна девушка, видно его подруга ближайшая, так убивалась, плакала, в истеричном состоянии была. И я просто представил себя на её месте и у меня родились такие строчки».
Согласно Укупнику, после прочтения текста пальцы у него сразу «легли на клавиатуру», и песня сама собой «выдохнулась» в народ. При этом, по воспоминаниям композитора, продюсер и муж певицы Александр Иратов сперва от «Лёхи» был не в восторге: «Аркаша, если мы с такой дряни начинаем наш альбом, то чем же мы его закончим», — цитирует его слова Укупник. Сама Апина тоже изначально сомневалась в выпуске песни — после «Ксюши» композиция про Лёху выглядела как повторение пройденного. Тем более это грозило появлением среди поклонников и в прессе массы хохм о пристрастии певицы к различным именам. «Два раза в одну воду не войдешь. А я говорю: „Войду“. И вот получилась песня про Леху. Не знаю, кто уж у них там популярнее — „Леха“ или „Ксюша“», — поясняла артистка.
Композиция была представлена публике в 1992 году и быстро завоевала популярность, зазвучав среди прочего на дискотеках. Её успех нашёл отражение и в чартах: так, в «Звуковой дорожке МК» она достигала вершины ежемесячного хит-парада песен и 1992, и в 1993 году и попадала в число лучших треков по итогам обоих годов. Песня также вошла во второй студийный альбом Апиной «Танцевать до утра» (1993). При этом на виниловой версии релиза она именовалась несколько иначе — «Призывник мой, Лёха» (сам альбом тоже имел другое название — «Всё так не просто»). Как и после выхода «Ксюши», поклонники подарили певице пекинеса, которого та опять назвала в честь своего нового хита — на этот раз Лёхой (в 1998 году Лёха скончался в результате нападения на него соседского бультерьера).
Хотя песня после выпуска заполнила радиоэфиры, Апина сначала её немного стыдилась из-за немудрёного текста и простецкого тона (вдобавок к широкой популярности, композиция заняла вторую строчку в хит-параде худших песен 1992 года «Звуковой дорожки МК»). Однако потом выяснилось, что «Лёху» полюбили в армии, а певица стала для солдат символом хорошей девушки. «Видимо, поэтому мне и предложили вести „Полевую почту“ на ТВЦ», — предположила она. В последующие годы песня стабильно звучала на концертах Апиной, оставаясь популярным номером в караоке и одним из музыкальных памятников 1990-м годам. Кроме оригинальной версии, «Лёха» имеет и официальный танцевальный ремикс, изданный в альбоме Апиной «Музыка для дискотек (Remake)» (1995).

## Видеоклип
После того, как песня получила широкую популярность, на неё было решено снять видеоклип. Так как в начале 1990-х российское кинопроизводство практически не функционировало, актёры и режиссёры охотно брались за подработки в музыкальной индустрии. Задачу по созданию клипа в 1993 году выполнил 25-летний режиссёр Филипп Янковский, а главную роль новобранца Лёхи, по которому тосковала лирическая героиня Апиной, сыграл начинающий актёр, выпускник школы-студии МХАТ Валерий Николаев. Несмотря на свою простоту и некоторую наивность, ролик стал видеохитом, который повсеместно ротировался в музыкальных эфирах. Тем не менее ключевую роль в клипе все равно играл не столько видеоряд, сколько музыка и слова. По сценарию, Апина, стоя на белом фоне, украшенном красными звёздами, пела знакомые публике строчки: «Ой, Лёха, Лёха, мне без тебя так плохо…». Эти кадры в свою очередь чередовались со сценами армейских будней Лёхи.

## Позиции в чартах
Ежемесячные чарты
| Год  | Чарт                                     | Высшая позиция | Прим.  |
| ---- | ---------------------------------------- | -------------- | ------ |
| 1992 | Россия, Звуковая дорожка МК, Top 20 Hits | 1              | [ 10 ] |
| 1993 | Россия, Звуковая дорожка МК, Top 20 Hits | 1              | [ 11 ] |
| 1993 | Россия, Музыкальный Олимп ТАСС, «Песни»  | 3              | [ 12 ] |
| 1994 | Россия, Музыкальный Олимп ТАСС, «Песни»  | 9              | [ 13 ] |

Ежегодные чарты
| Год  | Чарт                                          | Позиция | Прим.  |
| ---- | --------------------------------------------- | ------- | ------ |
| 1992 | Россия, Звуковая дорожка МК, Top 20 Hits      | 20      | [ 14 ] |
| 1992 | Россия, Звуковая дорожка МК, «Худшая песня»   | 2       | [ 15 ] |
| 1992 | Россия, Звуковая дорожка МК, «Видеоклип года» | 6       | [ 15 ] |
| 1993 | Россия, Звуковая дорожка МК, Top 20 Hits      | 11      | [ 16 ] |
| 1993 | Россия, Музыкальный Олимп ТАСС, «Песни»       | 9       | [ 17 ] |